# 1. Armee (Österreich-Ungarn)
Die k.u.k. 1. Armee war ein Großverband der österreichisch-ungarischen Armee im Ersten Weltkrieg. Das Armeeoberkommando wurde im ersten Kriegsjahr an der Ostfront in Galizien und Russisch-Polen, ab Sommer 1915 in Wolhynien und ab August 1916 am Rumänischen Kriegsschauplatz eingesetzt.

## Geschichte

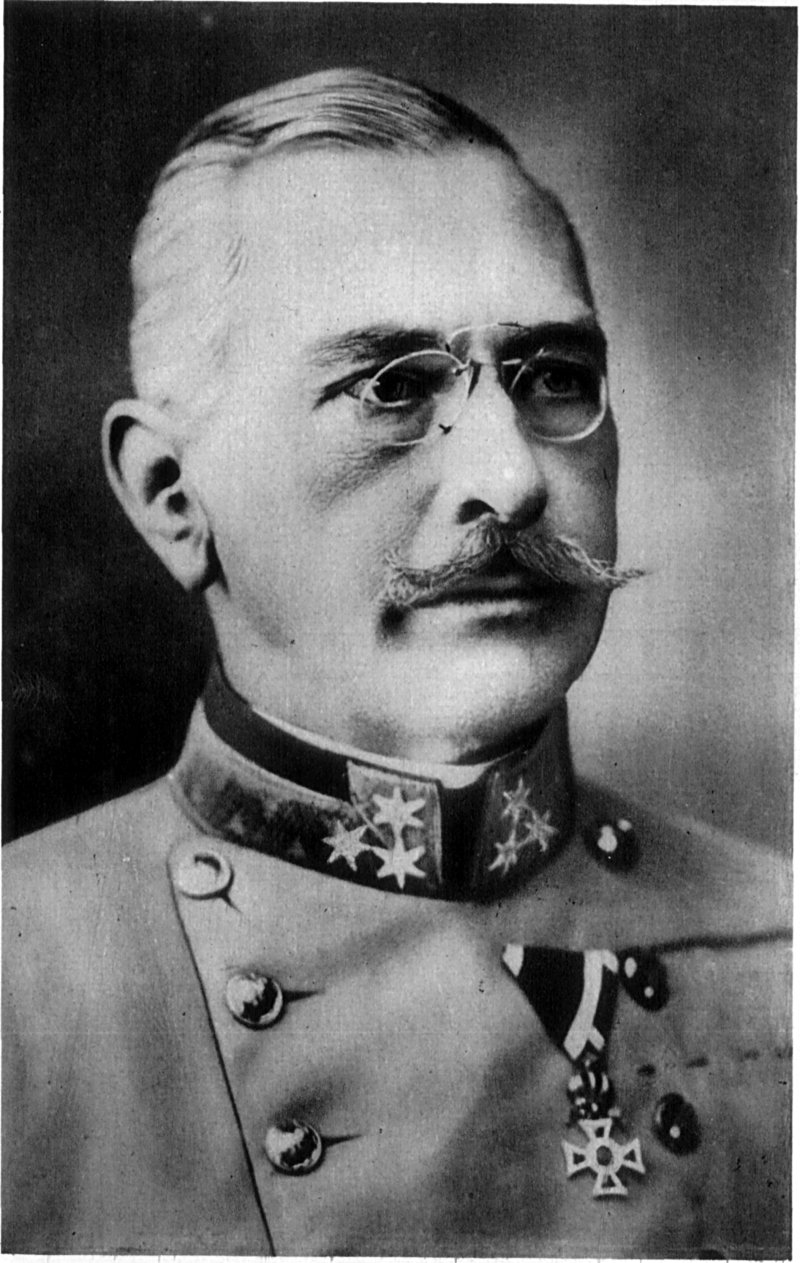
General der Kavallerie Viktor Dankl

Die k.u.k. 1. Armee war bei der Mobilisierung für die galizische Front bestimmt und versammelte sich Mitte August 1914 zwischen Weichsel und San. Den Oberbefehl hatte General der Kavallerie Viktor Dankl, als Stabschef fungierte Generalmajor Kochanowski. Die Armee verfügte über 126 Bataillone, 69 Schwadronen und 450 Geschütze. Nach den Angriffsplänen des Generalstabschefs Conrad sollte die 1. Armee zwischen San und Weichsel und rechts davon die 4. Armee in Richtung Brest-Litowsk angreifen und damit die strategische Eisenbahnlinie zwischen Kiew und Warschau abschneiden.

### 1914
Beim Aufmarsch zur Schlacht in Galizien rückte die am südlichen San-Ufer konzentrierte ab 20. August über die Landesgrenze nach Norden vor. Bei der Offensive war der linke Flügel durch das Ostufer der Weichsel gedeckt, wo am westlichen Ufer bei Sandomir die gleichzeitig vorgehende k.u.k. Armeegruppe des General der Kavallerie Kummer von Falkenfeld zu unterstützen hatte. Die Truppen gingen zwischen Sandomierz und Rudnik über die russische Grenze und stießen am 23. August nach etwa 30 Kilometer nordöstlichen Marsch auf die Vorhut der russischen 4. Armee unter General von Saltza. In den Reihen der vorgehenden k.u.k. I., V. und X. Korps kämpften zumeist Slowaken aus Bratislava und Polen aus dem Raum Krakau. Die 1. Armee bestand aus 10 ½ Infanteriedivisionen und 2 Kavalleriedivisionen:
- I. Korps unter Karl von Kirchbach – 5. und 46. Infanterie-Division
- V. Korps unter Paul Puhallo von Brlog – 14., 33. und 37. Infanterie-Division
- X. Korps unter Hugo Meixner von Zweienstamm – 2., 24. und 45. Infanterie-Division
- 12. Infanterietruppen-Division (FML. Paul Kestranek)
- 1., 5. und 10. Marschbrigade
- 1., 36., 101. und 110. Landsturm-Brigade
- Polnische Legion: FML. Karol Durski-Trzaska
- 3. Kavallerie-Division (FML. Adolf Ritter von Brudermann)
- 9. Kavallerie-Division (FML. Leopold Freiherr von Hauer)[2]

Hingegen verfügte die gegnerische russische 4. Armee am ersten und zweiten Tag der Schlacht von Kraśnik lediglich über 6 ½ Infanteriedivisionen, sie war aber verstärkt durch 3 ½ Kavallerie-Divisionen. Das Gros des Gegners (russisches XIV., XVI. Armee- und Grenadierkorps) wurde an der Schlachtfront zwischen Annapol-Zoklikow-Frampol auf die Wyznica zurückgedrängt. Am 24. August drangen die k.u.k. 5. und 46. Division in Krasnik ein, die Deckung nach Westen zur Weichsel übernahm die 12. Division unter FML Kestranek. An beiden Weichselufern griff die Armeegruppe Kummer mit Landwehrtruppen unterstützend ein:
- 7. Kavallerie-Division (FML. Ignaz Edler von Korda)
- 95. Landwehr-Division (GMj. Artur von Richard-Rostoczil)
- 106. Landwehr-Division (GMj. Karl Czapp)

Am 27. August entbrannten die Kämpfe zwischen Chodelbach bis Rudniki aufs neue, das k.u.k. I. und V. Korps erlitten dabei schwere Verluste. Bis zum 30. August wurde Dankl durch das schlesische Landwehrkorps unter Woyrsch verstärkt, das bei Jozefow über die Weichsel gegangen war. Der kurzfristige russische Rückzug in Richtung auf Lublin wurde gemeinsam mit der wenig später bei Komarów ebenfalls zurückgeworfenen russischen 5. Armee ausgeführt.
Ab 5. September 1914 begann die russische 4. Armee unter dem neuen Oberbefehlshaber Ewert erneut gegen Dankls Front anzugreifen. Das k.u.k. V. Korps brach an der Bystrzyca vollständig zusammen, das k.u.k. X. Korps wurde auf die Linie Bzowiec-Zoliewka zurückgeworfen. Am rechten Flügel brach nach der Umgruppierung der 4. Armee unter General der Kavallerie von Auffenberg das russische XIX. Armeekorps in Richtung auf Zamość durch, die Verbindung zur Armeegruppe Joseph Ferdinand drohte abzubrechen. Am 7. September sah sich die 1. Armee mit ihren drei Korps plötzlich von sieben russischen Korps (9. und 4. Armee) angegriffen. Nachdem die südlicher stehende k.u.k. 4. Armee zwischen Radymno und Medyka hinter den San zurückgehen musste, folgte nördlicher anschließend auch die 1. Armee dieser Bewegung und wich zwischen Lezajsk und Jaroslau auf das westliche San-Ufer zurück. Dankl gab am 15. September dem Druck der verfolgenden russischen 9. Armee nach und ging auf die Linie Wola Krlewska-Tarnobrzeg zurück, bei Sieniawa und Jaroslau wurden von der südlicher stehenden k.u.k. 4. Armee östlich des San Brückenkopfe gehalten. Die Masse der österreichisch-ungarischen Kräfte war zwischen Przemyśl bis zur Weichsel bei Sandomierz auf etwa 150 km Breite zusammengedrängt worden. Infolge des Angriffes des deutschen Landwehrkorps aus Schlesien Ende September musste die russische Südwestfront ihren bereits geplanten Vormarsch in Galizien abbrechen und General Iwanow zwei Armeen (4. und 5. Armee) auf das nördliche Weichselufer verlegen.
Zur Weichsel hin marschierte als Verstärkung Dankls auch die 37. Honved-Division und die 106. Landsturm-Division auf. Die zu Kriegsbeginn am Nordufer der Weichsel sichernde k.u.k. Armeegruppe Kummer war bereits aufgelöst, ihre Verbände waren Dankl zugeführt worden. Die 1. Armee hatte sich Ende September mit dem I. Korps (Kirchbach) südlich von Pińczów an der Nida versammelt und war bis zum 4. Oktober auf Klimontów vorgegangen. Das schlesische Landwehrkorps (von Woyrsch) deckte wieder den Aufmarsch des linken Flügels. Das österreichische Kavallerie-Korps Korda (3. und 7. Kavallerie-Divisionen) deckte beidseitig die Flanken des nach Osten vorgehenden k.u.k. I. Korps bei Sandomierz und stieß zuerst mit der zur Weichsel zurückgehenden russischen Nachhut zusammen. Zwischen Opatów und Klimontów entbrannten die ersten Kämpfe. Das k.u.k. V. Korps folgte über die Weichsel nach Norden, das k.u.k. X. Korps verblieb vorerst noch am Südufer der Weichsel in Front, verstärkte aber ab Mitte Oktober den späteren Abschnitt vor Iwangorod. Bereits am 17. Oktober hatten die Russen eine bedrohliche Übermacht zusammengezogen, die Schlacht an der Weichsel war nicht mehr zu gewinnen. Der deutsche Oberbefehlshaber Generaloberst von Hindenburg ordnete den Rückzug an, er versuchte aber seinen Angriff solange fortzuführen, bis die Entscheidung bei der 1. Armee gefallen war. Am 22. Oktober konnte der Durchbruch des russischen XVII. und III. kaukasischen Korps durch das k.u.k. I. Korps gerade noch verhindert werden.
Die russische 4. Armee führte am 24. und 25. Oktober bei Iwangorod das XVI. und XVII. Korps, das III. kaukasische Korps, das Grenadierkorps, unterhalb Iwangorod die russische 9. Armee, das XIV., XV., XVIII. Korps, sowie das Gardekorps zum erfolgreichen Angriff vor.
Am 26. Oktober musste General Dankl die Schlacht unverzüglich abbrechen. Weitere Angriffe wurden zwecklos, der Rückzug war unverzüglich notwendig. Dankls Rückzug zur Opatówka wurde vom Kavalleriekorps Hauer (9. und 11. Kavallerie-Division) gedeckt.
Ende Dezember 1914 lag die Armee an der Linie Jedrzejow-Pintschow-Beicse nördlich der Weichsel im Stellungskampf:
- links – II. Korps (4. und 25. Division)
- im Zentrum – I. Korps (5., 37. und 46. Division)
- rechts – Gruppe Martiny (14. Division, 106. Landsturm-Division)

### 1915

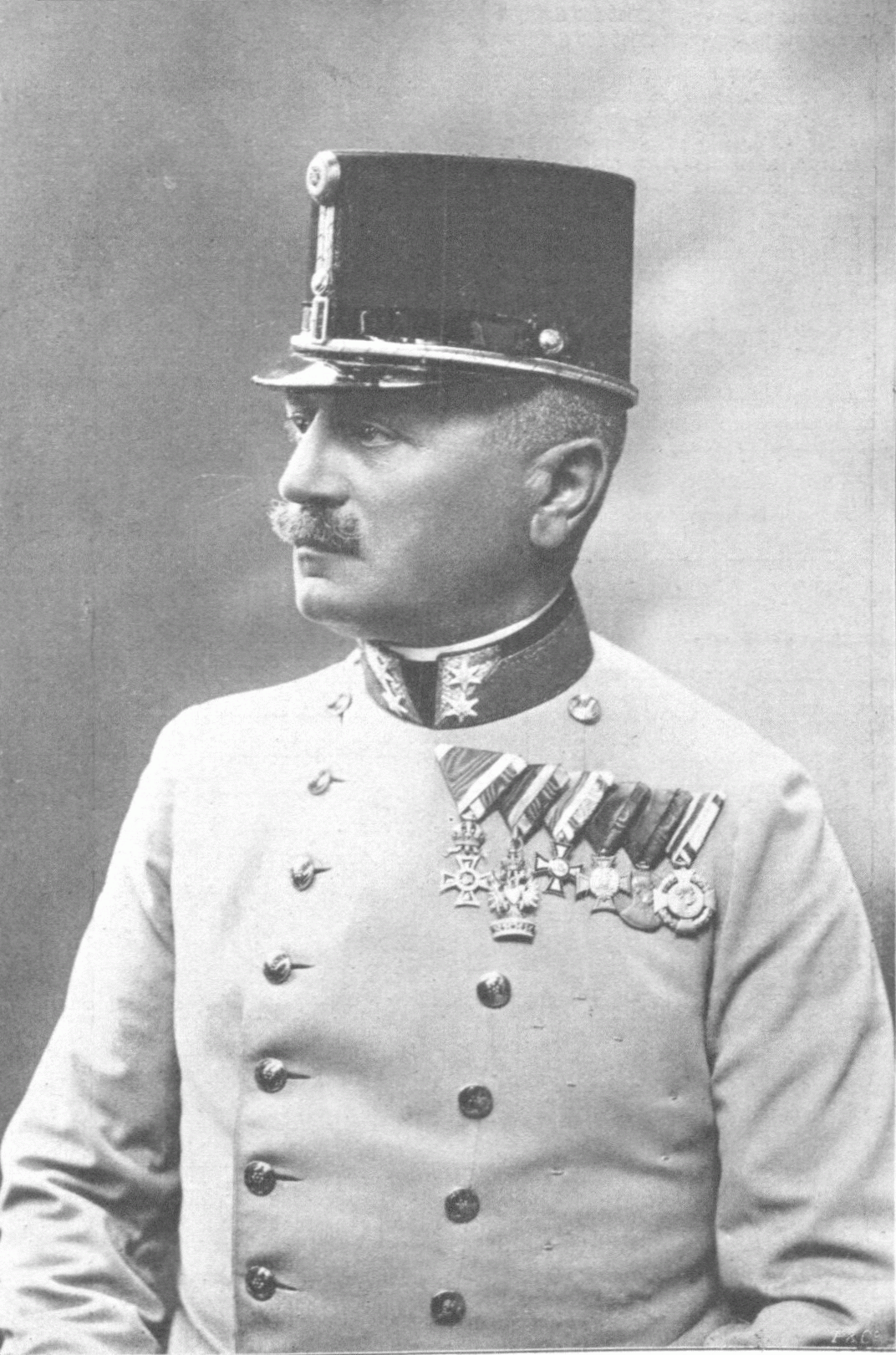
Paul Puhallo von Brlog

Im Frühjahr 1915 bestand die noch in Südpolen stehende 1. Armee im Wesentlichen aus dem I. und II. Korps der Kommandierenden Generale Karl und Johann Kirchbach. Der Durchbruch der deutschen 11. Armee im Raum Gorlice-Tarnów Anfang Mai brachte nach kurzer Zeit auch den Abbau der noch haltenden russischen Kräfte an der Nida und Weichsel. Der weitere Plan des deutschen Oberbefehlshabers Mackensen für die weiterführende Bug-Offensive vom 19. Juni 1915 sah einen Vorstoß von der nördlichen Grenze Galiziens nach Norden vor. Am Ostufer des Bug wurde die am westlichen Weichselufer freigewordenen k.u.k. 1. Armee unter General Puhallo gegen Wladimir-Wolynsk angesetzt, wo eine neu formierte russische 13. Armee aufmarschierte. Der Heeresgruppe Mackensen standen an der rechten Flanke 8 Infanterie- und 3 Kavalleriedivisionen der k.u.k. 1. Armee zur Verfügung. Östlich des Bug war aber die neu formierte russische 13. Armee vollkommen kampfkräftig und konnte die k.u.k. 1. Armee beim angestrebten Vormarsch nach Norden stoppen.
Erst Anfang August, nach dem Fall der Festung Brest-Litowsk, konnte sich der österreich-ungarische Generalstabschef Conrad erlauben, auch seine östlichen Armeen über die alte Landesgrenze nach Wolhynien vorgehen zu lassen. Das der 1. Armee zugeführte Korps Szurmay mit der 7. und 40. Division wurde über bei Sokal zum Vorgehen auf Swinjuchi bestimmt. Südlicher gingen das II. (13. und 25. Division) und I. Korps (9. und 46. Division) in Richtung auf Dubno vor. Der am 29. August 1915 durch die österreichische 1. und 4. Armee eingeleitete Feldzug nach Rowno scheiterte vollständig. Truppen der 1. Armee konnten am 31. August zwar Luzk erobern, die Stadt ging aber schon am 22. September wieder an die Russen verloren. Bei dem russischen Gegenschlag gegen die linke Flanke der k.u.k. 4. und 1. Armee gerieten 70.000 österreichische Soldaten in Gefangenschaft. Die Front der 1. Armee musste durch die Gruppe Smekal (4. und 45. Division) verstärkt werden und ging in den Stellungskrieg über.

### 1916

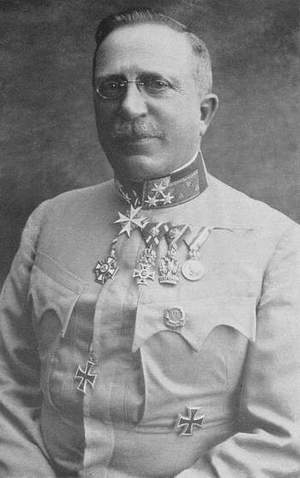
General der Infanterie Arthur Arz von Straußenburg

Nach den Erfolgen der russischen 8. Armee zu Beginn der Brussilow-Offensive griff auch die südlicher stehende 11. Armee an. General Sacharows Truppen standen der k.u.k. 1. Armee und k.u.k. 2. Armee gegenüber, welche beide zusammen aber nur über neun Divisionen verfügten. Die Angriffe bei Mlynow und Sapanow führten bis zum 10. Juni 1916 zur Eroberung des Verkehrsknotenpunktes Dubno. Da seine nördliche Flanke durch den Zusammenbruch der 4. Armee bei Luzk extrem gefährdet war, befahl General Puhallo den Rückzug von der Ikwa auf die Plaszewka und die untere Lipa, bis zum 15. Juni bezog er eine neue Verteidigungslinie bei Demidowka. Das XVIII. Korps unter Czibulka (25. und 46. Division) und die Gruppe Kosak (7. Kav.-Div. und 27. Division) wurden etwa auf die Linie Gorochow und Brody zurückgenommen. Ende Juni und Anfang Juli musste Puhallo von der Flusslinie Plaszewka—Lipa bei Swiniuchy sogar über die alte Landesgrenze zurückgehen. Das Armeeoberkommando 1 wurde infolge aus der Front gezogen, bis Brody verlängerte die k.u.k. 2. Armee.
Nach diesen Erfolgen der Russen erfolgte Ende August 1916 die rumänische Kriegserklärung und der gegnerische Einbruch in die ungarische Provinz Siebenbürgen, wo nur schwacher Grenzschutz stand. Die rumänische 1. und 2. Armee unter General Culcer und Crăiniceanu vom Süden und die 4. Armee unter General Prezan vom Osten rückten bis zu 80 Kilometer tief in die mehrheitlich von Rumänen bewohnte Grenzprovinz Ungarns vor. Mit etwa 420.000 Mann konnten sie rein numerisch eine zehnfache Überlegenheit gegenüber der zur Verteidigung neu formierten AOK 1 unter dem Oberbefehl von General der Infanterie Arz von Straußenburg ins Feld stellen. Bei der Ankunft von Arz im Hauptquartier von Klausenburg umfasste die 1. Armee nur rund 10.000 Mann, ein Beweis für die überstrapazierten Ressourcen der Donaumonarchie. Am 19. September umfasste die Armee schließlich 45.260 Mann, 2.288 Reiter, 217 Maschinengewehre und 234. Geschütze.
- k.u.k. VI. Korps (FML Fabini) mit 39. und 61. Honved-Division am nördlichen Gebirgskamm
- k.u.k. 1. und 3. Kavallerie-Division
- deutsches I. Reserve-Korps mit 89. Infanterie-Division, 71. Honved-Division am oberen Maros und bei der Verteidigung des Gebirges bei Fogaras.

General der Infanterie von Falkenhayn übernahm das Oberkommando der neuaufgestellten deutschen 9. Armee, welche den Österreichern zu Hilfe eilte. Mitte September standen die zögerlich vorgehenden Rumänen mit der 4. Armee 50 Kilometer westlich der östlichen Karpatenpässe, mit der 2. Armee beiderseits des Gebirges nordöstlich von Fogaras und mit der 1. Armee knapp südlich von Hermannstadt und westlich von Petroseni. Die 9. Armee führte zwischen dem 26. und 29. ihren siegreichen Gegenangriff in der Schlacht bei Hermannstadt durch, links durch die k.u.k. 1. Armee und das Kavalleriekorps Schmettow gedeckt, rechts durch den Einsatz der Gruppe Krafft. Am 5. Oktober wurden die bereits zurückgehenden Nachhuten der Rumänen im Geisterwald angegriffen und vom 7. bis 9. Oktober im engen Zusammenwirken mit der k.u.k. 1. Armee in der Schlacht bei Kronstadt in zähen Häuserkampf zum Rückzug gezwungen. Auf dem äußersten linken Flügel der 9. Armee hatte die k.u.k. 71. Infanterie-Division unter Generalmajor Goldbach den weichenden Gegner zum Oituz-Pass zurückgedrängt, südlich davon wurde darauf die Gruppe Morgen gegen das Verecker-Gebirge angesetzt. Zwischen 8. und 10. Oktober kam es zu schweren Gebirgskämpfen um den Törzburger Pass und Predeal. Am 13. Oktober übernahm Thronfolger Erzherzog Karl nominell den Oberbefehl der Heeresgruppe in Siebenbürgen, ihr wurden zwischen Dorna Watra bis zum Roten-Turm-Pass von Nord nach Südwest die k.u.k. 7. Armee (Kövess), die k.u.k. 1. Armee und die deutsche 9. Armee unterstellt.

### 1917
Anfang März 1917 übernahm General Rohr von Denta den Oberbefehl der 1. Armee, welche zu diesem Zeitpunkt über sieben Infanterie- und zwei Kavalleriedivisionen verfügte:
- k.u.k. XXI. Korps unter FML Kasimir von Lütgendorf mit 31. und 37. Division, 72. Honved-Division und 3. Kavallerie-Division
- Deutsches Gen.Kdo. XXXX. Reserve-Korps unter General der Infanterie Litzmann mit bayerischer 8. Reserve-Division und k.u.k. 10. Kavallerie-Division
- k.u.k. VI. Korps unter Gen. der Inf. Csanady mit 24. Infanterie- und 39. Honved-Division, sowie deutsche 225. Infanterie-Division

Bis Mitte Juli 1917 war die russische Kerenski-Offensive von den Mittelmächten im Wesentlichen abgeschlagen worden. In den Waldkarpaten begann gleichzeitig die russische 9. Armee und das rumänische III. Korps Angriffe gegen den Gymes- und Tölgyapass, Kämpfe im Ojtozgebiet. Zur besseren Abwehr war der 1. Armee auch das VIII. Korps unter General Benigni mit der 70. und 71. Honved-Division zugeführt worden. Die rumänische 2. Armee begann am 22. Juli eine zusätzliche Entlastungsoffensive gegen den erweiterten Südflügel der k.u.k. 1. Armee. Die Korpsgruppe Gerok (XXIV. Reserve-Korps) geriet dabei in starke Bedrängnis. Die dort eingesetzte k.u.k. 1. Kavallerie-Division unter FML de Ruiz sowie die 218. Infanterie-Division mussten sich aus dem Soveja-Becken durch das Putna- und Susita-Tal zurückziehen. Die deutsche 117. Infanterie-Division musste als Verstärkung zugeführt werden. Der Rückzug der 1. Armee Rohr endete erst Ende Juli an einer neuen Gebirgsstellung zwischen Oituz-Pass (Ojtoz) und Casinului.

### 1918
Nach dem Waffenstillstand im Dezember 1917 verblieb die 1. Armee vorerst bis zum Friedensschluss mit Sowjetrussland in ihren Stellungen. Mitte März 1918 besetzte die 1. Armee mit dem IX. und XXI. Korps den Grenzverlauf von Siebenbürgen. Am 5. April 1918 wurde die übergeordnete Heeresgruppe Kövess aufgelöst; zehn Tage später wurden auch die Armeekommandos 1 und 7 aufgelassen. Zur Sicherung im jetzt zu befriedenden Gebiet traten das Korpskommando VIII. (Gen. der Inf. von Hadfy) als neugegründetes Generalkommando 1 in Kronstadt, und das Korpskommando XI. (FZM. Hugo von Habermann) als Generalkommando 7 in Czernowitz.

## Oberbefehlshaber
- General der Kavallerie Viktor Dankl (August 1914 – 23. Mai 1915)
- General der Kavallerie Karl von Kirchbach auf Lauterbach (23. Mai 1915 – 10. Juni 1915)
- Feldzeugmeister (ab 1. Mai 1916 Generaloberst) Paul Puhallo von Brlog (10. Juni 1915 – 26. Juli 1916)
- General der Infanterie Arthur Arz von Straußenburg (16. August 1916 – 28. Februar 1917)
- Generaloberst Franz Rohr von Denta (1. März 1917 – 15. April 1918)